# Sabacon picosantrum
Espèce
Sabacon picosantrum est une espèce d'opilions dyspnois de la famille des Sabaconidae.

## Distribution
Cette espèce est endémique d'Espagne. Elle se rencontre aux Asturies, en Cantabrie et dans le Nord de la province de León dans des grottes des pics d'Europe.

## Description
Les femelles mesurent de 3,4 à 3,7 mm.

## Systématique et taxinomie
Cette espèce a été décrite par Martens en 1983.

## Publication originale
- Martens, 1983 : « Europäische Arten der Gattung Sabacon Simon 1879 (Arachnida: Opiliones: Sabaconidae). » Senckenbergiana biologica, vol. 63, no 3/4, p. 265–296.